# Judith av Lens
Judith av Lens, född 1054, död 1090, var en normandisk adelskvinna och engelsk godsägare. 
Hon var systerdotter till kung Wilhelm Erövraren. Hennes make deltog i 1075 års uppror, och hon uppges ibland ha avslöjat upproret för sin morbror, vilket ledde till att det misslyckades. Hon hamnade sedermera i konflikt med sin morbror och lämnade landet då hon vägrade gifta sig med den man han utsett till hennes nästa make.